# Леон II
Леон II (абх. Лауан Аԥсҳа; груз. ლეონ II; умер в 811) — первый царь Абхазского царства.

## Биография
Леон II — сын Федора, племянник Леона I, внук хазарского кагана и двоюродный брат императора Византии Льва IV Хазара. Согласно грузинской хроники XI века «Летопись Картли», «эристав абхазский по имени Леон» был племянником (сыном брата) «эристава Леона, которому дана была в наследство Абхазия» и одновременно «сыном дочери хазарского царя». В 780 году Леон II, воспользовавшись поддержкой хазарского кагана, провозгласил независимость своего государства от Византии. В 806 году он перенёс столицу из Анакопии в Кутаиси.

## Наследие
В частично признанной Республике Абхазия в честь него учреждён орден Леона.